# Liste der Nummer-eins-Country-Alben in den USA (2012)
Dies ist eine Liste der Nummer-eins-Alben in den von Billboard ermittelten Verkaufscharts für Country-Alben in den USA im Jahr 2012. In diesem Jahr gab es siebzehn Nummer-eins-Alben.

| ← 2011 ← | Liste der Nummer-eins-Country-Alben in den USA | Liste der Nummer-eins-Country-Alben in den USA | Liste der Nummer-eins-Country-Alben in den USA | 2013 →                    |
| \| Zeitraum \| Wo. ges. \| Interpret \| Titel \| Zusätzliche Informationen \| \| (Zeitraum, Wochen auf Platz eins, Interpret, Titel, zusätzliche Informationen) \| \| \| \| \| \| ------------------------------------------------------------------------------ \| -------- \| ---------------- \| --------------------------- \| ------------------------- \| \| 31. Dezember 2011 – 3. Februar 2012 5 Wochen (insgesamt 9) \| 9 \| Lady Antebellum \| Own the Night[1] \| — \| \| 4. Februar 2012 – 10. Februar 2012 1 Woche (insgesamt 2) \| 2 \| Toby Keith \| Clancy’s Tavern[2] \| — \| \| 11. Februar 2012 – 24. Februar 2012 2 Wochen (insgesamt 2) \| 2 \| Tim McGraw \| Emotional Traffic[3] \| — \| \| 25. Februar 2012 – 2. März 2012 1 Woche (insgesamt 1) \| 1 \| Dierks Bentley \| Home[4] \| — \| \| 3. März 2012 – 30. März 2012 4 Wochen (insgesamt 13) \| 13 \| Lady Antebellum \| Own the Night \| — \| \| 31. März 2012 – 13. April 2012 2 Wochen (insgesamt 4) \| 4 \| Luke Bryan \| Tailgates & Tanlines[5] \| — \| \| 14. April 2012 – 20. April 2012 1 Woche (insgesamt 1) \| 1 \| Lionel Richie \| Tuskegee[6] \| — \| \| 21. April 2012 – 27. April 2012 1 Woche (insgesamt 1) \| 1 \| Rascal Flatts \| Changed[7] \| — \| \| 28. April 2012 – 18. Mai 2012 3 Wochen (insgesamt 4) \| 4 \| Lionel Richie \| Tuskegee \| — \| \| 19. Mai 2012 – 22. Juni 2012 5 Wochen (insgesamt 5) \| 5 \| Carrie Underwood \| Blown Away[8] \| — \| \| 23. Juni 2012 – 29. Juni 2012 1 Woche (insgesamt 1) \| 1 \| Alan Jackson \| Thirty Miles West[9] \| — \| \| 30. Juni 2012 – 6. Juli 2012 1 Woche (insgesamt 1) \| 1 \| Josh Turner \| Punching Bag[10] \| — \| \| 7. Juli 2012 – 27. Juli 2012 3 Wochen (insgesamt 3) \| 3 \| Kenny Chesney \| Welcome to the Fishbowl[11] \| — \| \| 28. Juli 2012 – 24. August 2012 4 Wochen (insgesamt 3) \| 3 \| Zac Brown Band \| Uncaged[12] \| — \| \| 25. August 2012 – 31. August 2012 1 Woche (insgesamt 1) \| 1 \| Colt Ford \| Declaration of Independence \| — \| \| 1. September 2012 – 7. September 2012 1 Woche (insgesamt 1) \| 1 \| Zac Brown Band \| Uncaged \| — \| \| 8. September 2012 – 14. September 2012 1 Woche (insgesamt 1) \| 1 \| Dustin Lynch \| Dustin Lynch[13] \| — \| \| 15. September 2012 – 28. September 2012 2 Wochen (insgesamt 7) \| 7 \| Carrie Underwood \| Blown Away \| — \| \| 29. September 2012 – 2. November 2012 5 Wochen (insgesamt 5) \| 5 \| Little Big Town \| Tornado[14] \| — \| \| 3. November 2012 – 9. November 2012 1 Woche (insgesamt 1) \| 1 \| Jason Aldean \| Night Train[15] \| — \| \| 10. November 2012 – 28. Dezember 2012 7 Wochen (insgesamt 7) \| 7 \| Taylor Swift \| Red[16] \| — \| |                                                |                                                |                                                |                           |
| ← 2011 |                                                |                                                |                                                | → 2013 →                  |
| Zeitraum | Wo. ges.                                       | Interpret                                      | Titel                                          | Zusätzliche Informationen |
| (Zeitraum, Wochen auf Platz eins, Interpret, Titel, zusätzliche Informationen) |                                                |                                                |                                                |                           |
| 31. Dezember 2011 – 3. Februar 2012 5 Wochen (insgesamt 9) | 9                                              | Lady Antebellum                                | Own the Night                                  | —                         |
| 4. Februar 2012 – 10. Februar 2012 1 Woche (insgesamt 2) | 2                                              | Toby Keith                                     | Clancy’s Tavern                                | —                         |
| 11. Februar 2012 – 24. Februar 2012 2 Wochen (insgesamt 2) | 2                                              | Tim McGraw                                     | Emotional Traffic                              | —                         |
| 25. Februar 2012 – 2. März 2012 1 Woche (insgesamt 1) | 1                                              | Dierks Bentley                                 | Home                                           | —                         |
| 3. März 2012 – 30. März 2012 4 Wochen (insgesamt 13) | 13                                             | Lady Antebellum                                | Own the Night                                  | —                         |
| 31. März 2012 – 13. April 2012 2 Wochen (insgesamt 4) | 4                                              | Luke Bryan                                     | Tailgates & Tanlines                           | —                         |
| 14. April 2012 – 20. April 2012 1 Woche (insgesamt 1) | 1                                              | Lionel Richie                                  | Tuskegee                                       | —                         |
| 21. April 2012 – 27. April 2012 1 Woche (insgesamt 1) | 1                                              | Rascal Flatts                                  | Changed                                        | —                         |
| 28. April 2012 – 18. Mai 2012 3 Wochen (insgesamt 4) | 4                                              | Lionel Richie                                  | Tuskegee                                       | —                         |
| 19. Mai 2012 – 22. Juni 2012 5 Wochen (insgesamt 5) | 5                                              | Carrie Underwood                               | Blown Away                                     | —                         |
| 23. Juni 2012 – 29. Juni 2012 1 Woche (insgesamt 1) | 1                                              | Alan Jackson                                   | Thirty Miles West                              | —                         |
| 30. Juni 2012 – 6. Juli 2012 1 Woche (insgesamt 1) | 1                                              | Josh Turner                                    | Punching Bag                                   | —                         |
| 7. Juli 2012 – 27. Juli 2012 3 Wochen (insgesamt 3) | 3                                              | Kenny Chesney                                  | Welcome to the Fishbowl                        | —                         |
| 28. Juli 2012 – 24. August 2012 4 Wochen (insgesamt 3) | 3                                              | Zac Brown Band                                 | Uncaged                                        | —                         |
| 25. August 2012 – 31. August 2012 1 Woche (insgesamt 1) | 1                                              | Colt Ford                                      | Declaration of Independence                    | —                         |
| 1. September 2012 – 7. September 2012 1 Woche (insgesamt 1) | 1                                              | Zac Brown Band                                 | Uncaged                                        | —                         |
| 8. September 2012 – 14. September 2012 1 Woche (insgesamt 1) | 1                                              | Dustin Lynch                                   | Dustin Lynch                                   | —                         |
| 15. September 2012 – 28. September 2012 2 Wochen (insgesamt 7) | 7                                              | Carrie Underwood                               | Blown Away                                     | —                         |
| 29. September 2012 – 2. November 2012 5 Wochen (insgesamt 5) | 5                                              | Little Big Town                                | Tornado                                        | —                         |
| 3. November 2012 – 9. November 2012 1 Woche (insgesamt 1) | 1                                              | Jason Aldean                                   | Night Train                                    | —                         |
| 10. November 2012 – 28. Dezember 2012 7 Wochen (insgesamt 7) | 7                                              | Taylor Swift                                   | Red                                            | —                         |